# Kitiltás
A kitiltás egy büntetőjogi jogintézmény.

## Az 1978. évi IV. törvényben
A kitiltás a korábbi magyar Büntető Törvénykönyvben a mellékbüntetések között szerepelt.

## A hatályos magyar Btk-ban
A kitiltás már nem mellékbüntetés. A 2012. évi C. törvény rendelkezései szerint az e törvényben meghatározott esetekben azt, akinek ott tartózkodása a közérdeket veszélyezteti, egy vagy több településről, vagy egy település, illetve az ország meghatározott részéből ki lehet tiltani. A kitiltás legrövidebb tartama egy év, leghosszabb tartama öt év. A kitiltás tartama az ítélet jogerőre emelkedésével kezdődik. Ha a kitiltást szabadságvesztés mellett szabják ki, annak tartamába nem számít bele az az idő, amely alatt az elítélt a szabadságvesztést tölti, illetve amíg kivonja magát a szabadságvesztés végrehajtása alól. Ha a feltételes szabadságot nem szüntetik meg, a feltételes szabadságon töltött időt a kitiltás tartamába be kell számítani.